# Selma (film)
Selma je americké historické drama z roku 2014. Film natočila režisérka Ava DuVernay podle vlastního scénáře. Je založen na skutečných událostech, které se odehrály v březnu roku 1965. Zaměřuje se na událost, když prezident Lyndon B. Johnson uznal zákon, díky kterému mají všichni černošští obyvatelé volební právo. Hlavní postavou je Martin Luther King, kterého hrál David Oyelowo. Film byl ve čtyřech kategoriích nominován na Zlatý glóbus: za nejlepší film (drama), režii, mužský herecký výkon (drama) a za nejlepší filmovou píseň; získal nakonec jen poslední z ocenění. Zvítězila píseň „Glory“ v podání Johna Legenda a Commona. Ve dvou kategoriích byl snímek rovněž nominován na Oscara, v kategorii nejlepší originální píseň („Glory“ – Selma – hudba a text: John Legend a Common) cenu vyhrál.